# Klewang
Das Klewang (auch Klewang Tjara oder Klewang Lamang) ist ein Schwert mit einer Vielzahl an Versionen, das von dem Volk der Moro, einem philippinischen Volk malaiischer Abstammung, benutzt wird.

## Geschichte
Das Klewang wurde von malaiischen Stämmen entwickelt. Bei ihrer Abwanderung nahmen die Moro-Stämme das Schwert mit auf die Philippinen. Dort wurde es ein traditioneller Bestandteil der Moros. Es ist bis heute im Gebrauch.

## Beschreibung
Das Klewang hat eine gerade, einschneidige Klinge, die sich vom Heft (Griff) an nach vorn verbreitert und am Ort (Spitze) schräg (abgeschnitten) ist. Bei anderen Versionen ist die Spitze abgerundet oder lang auslaufend. Die Klingenlänge beträgt etwa 60 cm. Die Gesamtlänge etwa 80 cm. Der Griff besteht meist aus Holz oder Horn. Es gibt ihn in vielfältigen Formen. Manche sind durch Schnitzereien verziert, andere durch Haarbüschel. Das Heft (Griff) besteht meist aus einem Stück und hat gemeinsam mit der Scheide einen Beschlag aus Metall. Die Scheiden bestehen meist aus Holz und sind in ihrer Formgebung vielfältig. Die einzelnen Teile des Klewangs haben folgende Bezeichnungen:
| Teil           | Maguindanao-Dialekt    | Maranao-Dialekt |
| -------------- | ---------------------- | --------------- |
| Griffdekor:    | Palungpong oder Kulili | Gumba           |
| Heft (Griff):  | Sundi                  | Sooang          |
| Parierstange:  | Sampok                 | Ampa            |
| Klinge:        | Tungo                  | Bakugun         |
| Klingenrücken: | Galingan               | Garangnang      |
| Ort (Spitze):  | Mudchong               | Sokot           |

## Literatur

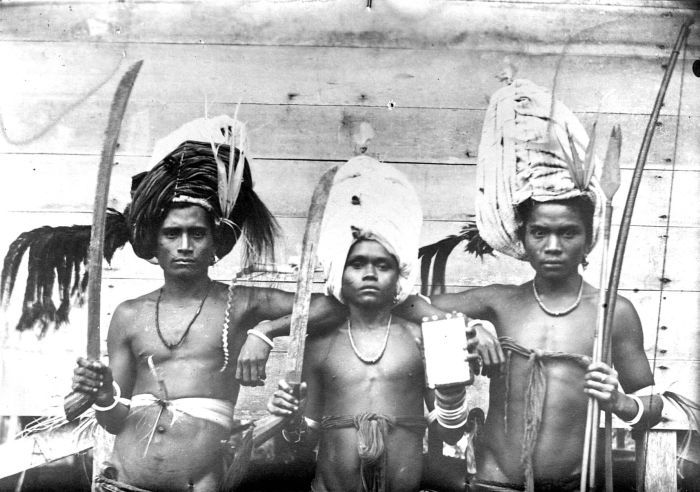
Drei junge Bewohner der Tanimbarinseln zeigen ihre Waffen; der Linke und der Mittlere führen Klewangs